# یواس‌اس کیرکه (ای‌کی‌ای-۲۵)
یواس‌اس کیرکه (ای‌کی‌ای-۲۵) (به انگلیسی: USS Circe (AKA-25)) یک کشتی بود که طول آن ۴۲۶ فوت (۱۳۰ متر) بود. این کشتی در سال ۱۹۴۴ ساخته شد.